# NGC 951
NGC 951 est une galaxie spirale barrée située dans la constellation de la Baleine. NGC 951 a été découverte par l'astronome américain Francis Leavenworth en 1886.

## Caractéristiques
Sa vitesse par rapport au fond diffus cosmologique est de 5 897 ± 19 km/s, ce qui correspond à une distance de Hubble de 87,0 ± 6,1 Mpc (∼284 millions d'al).
La classe de luminosité de NGC 951 est I-II.
En raison d'une brillance de surface égale à 14,05 mag/am2, on peut qualifier NGC 951 de galaxie à faible brillance de surface (LSB en anglais pour low surface brightness). Les galaxies LSB sont des galaxies diffuses (D) avec une brillance de surface inférieure de moins d'une magnitude à celle du ciel nocturne ambiant.